# Astrohippus
Genre
Astrohippus est un genre fossile d'équidés de la tribu des Equini, celle qui contient le seul genre d'équidés actuel, Equus. Les espèces du genre Astrohippus ont vécu en Amérique du Nord du Miocène moyen jusqu'au début du Pliocène. 

## Historique
Des restes fossiles d'Astrohippus ont été découverts dans le Sud des États-Unis, au Texas et en Floride, et dans les États mexicains de Chihuahua, Jalisco et Guanajuato.
L'espèce Astrohippus ansae a été initialement décrite par William Diller Matthew et Ruben Arthur Stirton (d) sur la base de plusieurs dents jugales trouvées dans la Coffee Ranch quarry, comté de Hemphill, au Texas. Des fossiles de six autres genres d'équidés ont été découverts dans cette carrières, dont des fossiles de Dinohippus et de Nannippus. Astrohippus stockii a été décrit dans la localité de Yepomera, Chihuahua, au Mexique, par John F. Lance en 1950 comme appartenant à Pliohippus stockii. L'espèce a été réaffectée à Astrohippus cinq ans plus tard par James Harrison Quinn (d). L'espèce Astrohippus albidens a été nommée par O. Mooser en 1965 au Mexique, mais le taxon a été réaffecté au genre Dinohippus en 1988 par T.S. Kelly et E.B. Lander. En 1998, A. stockii et A. albidens ont été fusionnés par T.S. Kelly, l'ancien nom d' A. Stockii étant conservé et A. albidens devenant un synonyme.
Les deux espèces d’Astrohippus ont été signalées dans la faune locale d'Ocote de Guanajuato, au Mexique, par O. Mooser en 1973.

## Chronologie
Les fossiles d'Astrohippus datent du Langhien (Miocène moyen), il y a environ 16 millions d'années, pour les plus anciens, et du Zancléen (début du Pliocène), il y a environ 5 millions d'années, pour les plus récents.

## Histoire évolutive
D'après l'étude de la morphologie des dents, il est peu probable qu'Astrohippus soit un ancêtre du Cheval moderne. L'ancêtre le plus probable d'Astrohippus est Pliohippus.

## Systématique
Le nom valide complet (avec auteur) de ce taxon est Astrohippus Stirton (d), 1940.

### Publication originale
- (en) Ruben A. Stirton, « Phylogeny of North American Equidae », University of California Publications in Geological Sciences, États-Unis, vol. 25, no 4,‎ 1940, p. 165-197 (ISSN 0068-645X, e-ISSN 1559-3223).